# Paracuneus kemblensis
Paracuneus kemblensis é uma espécie de gastrópode do gênero Paracuneus, pertencente a família Drilliidae.